# Поле Бродмана 47
Поле Бродмана 47, або BA47, є частиною лобової кори в мозку людини. Поле пролягає, вигинаючись, від латеральної поверхні лобової частки (лат. lobus frontalis) до вентральної (орбітальної) частини лобової кори. Знаходиться нижче поля 10 (BA10) і поля 45 BA45, поруч із полем Бродмана 11 (BA11). Цьому цитоархітектонічному полю найбільш відповідає назва «орбітальна ділянка» (лат. pars orbitalis), хоча ця відповідність неповна. Адже назва «орбітальна ділянка» більш звертається до макроанатомічних, а не цитоархітектонічних орієнтирів. Незважаючи на такі відмінності, ці два визначення часто використовуються в рецензованих наукових журналах.
Тому Поле Бродмана 47 (BA47) також відоме як орбітальне поле 47. У людини, на орбітальній поверхні його оточує каудальна частина орбітальної борозни (лат. sulcus orbitalis), від якої воно простягається латерально в орбітальної частини нижньої лобової звивини (лат. gyrus frontalis inferior). Цитоархітектонічно з ним межує каудально поле Бродмана 45, медіально префронтальне  поле 11, а рострально — фронтополярне поле 10 (Бродман-1909).
Нині в літературі до цього поля зараховують і ділянку, визначену Корбініаном Бродманом як поле 12 у мавп, і тому, за пропозицією Михайла Петрідіса (Michael Petrides), деякі сучасні нейрофізіологи називають цю ділянку «BA47/12.»
Вважається, що Поле Бродмана 47 (BA47), бере участь в обробці синтаксису усної й жестової мов, музичного синтаксису та семантичних аспектів мови.

## Зображення

Анімація.
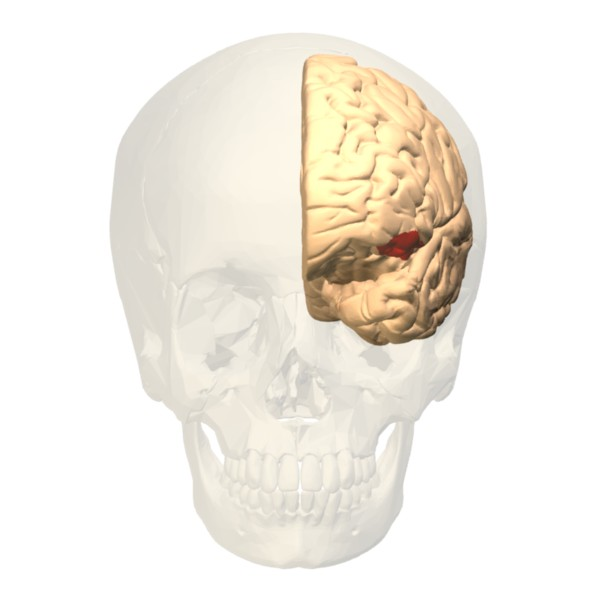
Вид спереду.
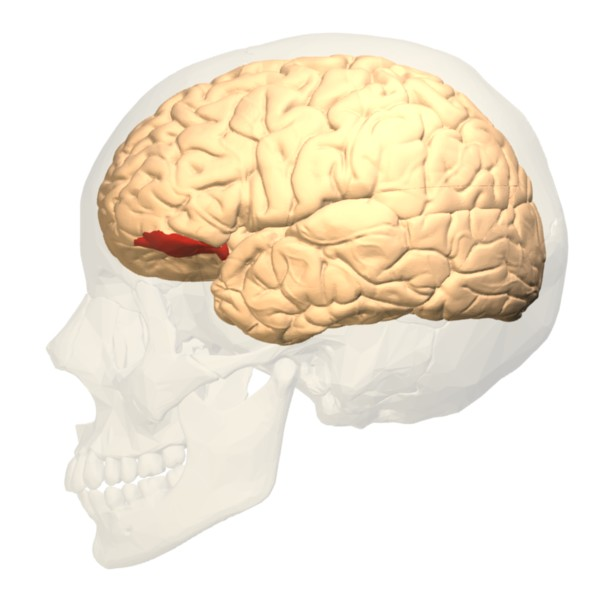
Боковий вигляд.